# Кутеней (озеро)
Кутеней (англ. Kootenay Lake) — озеро в провинции Британская Колумбия в Канаде.

## География

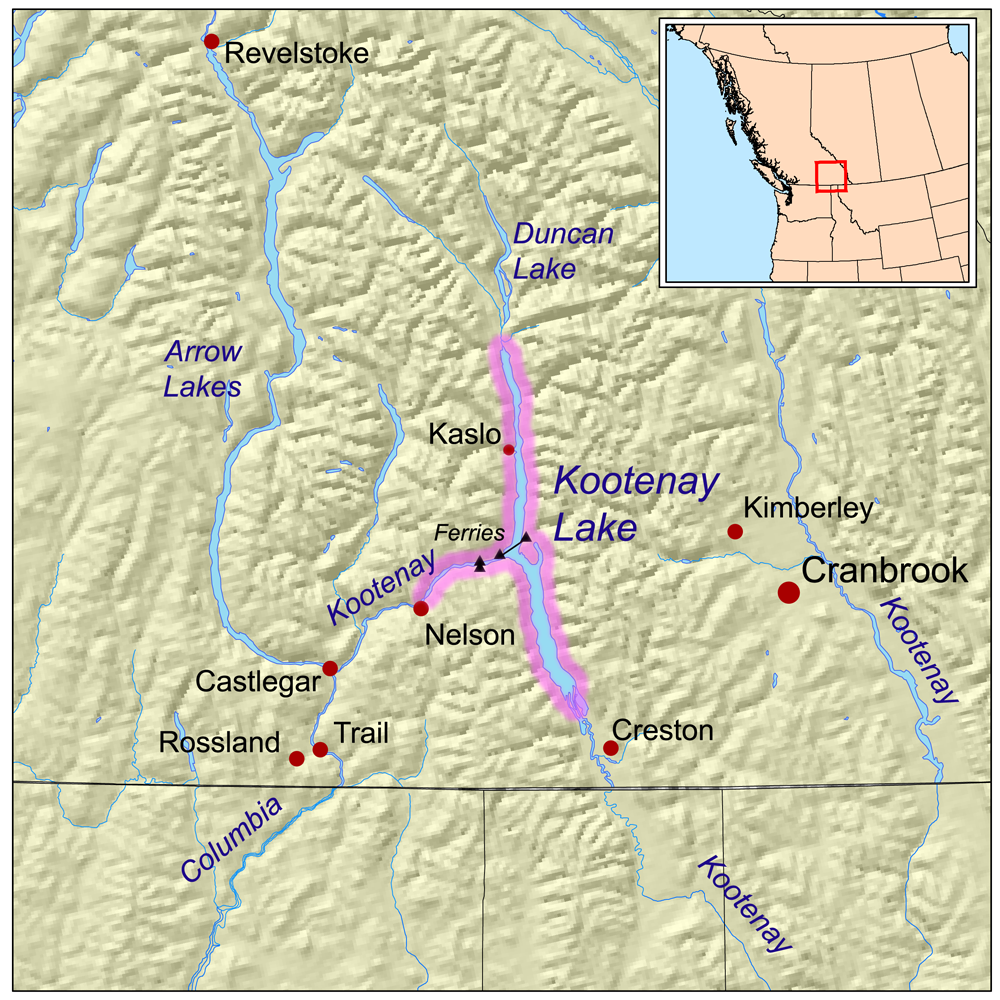
Карта озера Кутеней

Расположено на юге провинции близ границы с США. Одно из больших озёр Канады — площадь водной поверхности 389 км², общая площадь — 407 квадратных километров, четвёртое по величине озеро в провинции Британская Колумбия. Расположено в Канадских Скалистых горах, между горными хребтами Нельсон и Перселл. Длина примерно 100 километров, ширина от полутора до шести километров. В озеро впадает река Кутеней, она же является единственной вытекающей из озера рекой. Высота над уровнем моря 530 метров. Сток из озера через реку Колумбия в Тихий океан.
Примерно от середины озера на юго-запад отходит узкий Западный рукав (West Arm) длиной 34 километра, в конце которого расположен город Нельсон (административный центр этого района, примерно 9 тысяч жителей). В месте, где Западный рукав отходит от основного озера, расположен небольшой город Белфур, соединённый круглогодичной паромной переправой с расположенным на восточном берегу городком Кутеней-Бэй. Вдоль южного берега Западного рукава протянулся большой провинциальный парк (West Arm Provincial Park), созданный для защиты реликтовых лесов и редких животных (в частности, медведей гризли).

## История
Первым европейцем, побывавшим на берегу озера, был исследователь, картограф и мехоторговец Дэвид Томпсон во время своего рискованного путешествия через Канадские Скалистые горы в 1808 году. На берегах озера жили индейцы племени кутеней (кутеней означает «люди воды»), по этой причине и само озеро было названо таким же образом. В конце XIX века в районе озера начала развиваться лесопильная и горнорудная промышленность, тогда же между южной оконечностью озера и границей с США была проложена железная дорога из Ванкувера в Реджайну.

## Галерея

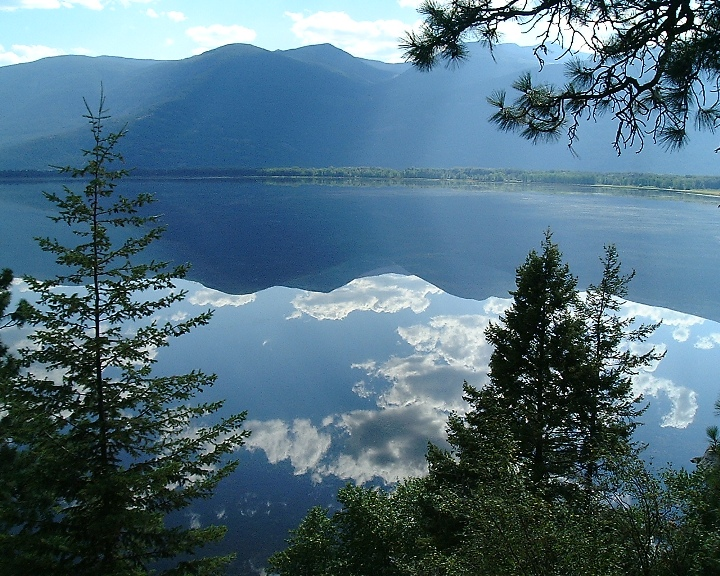
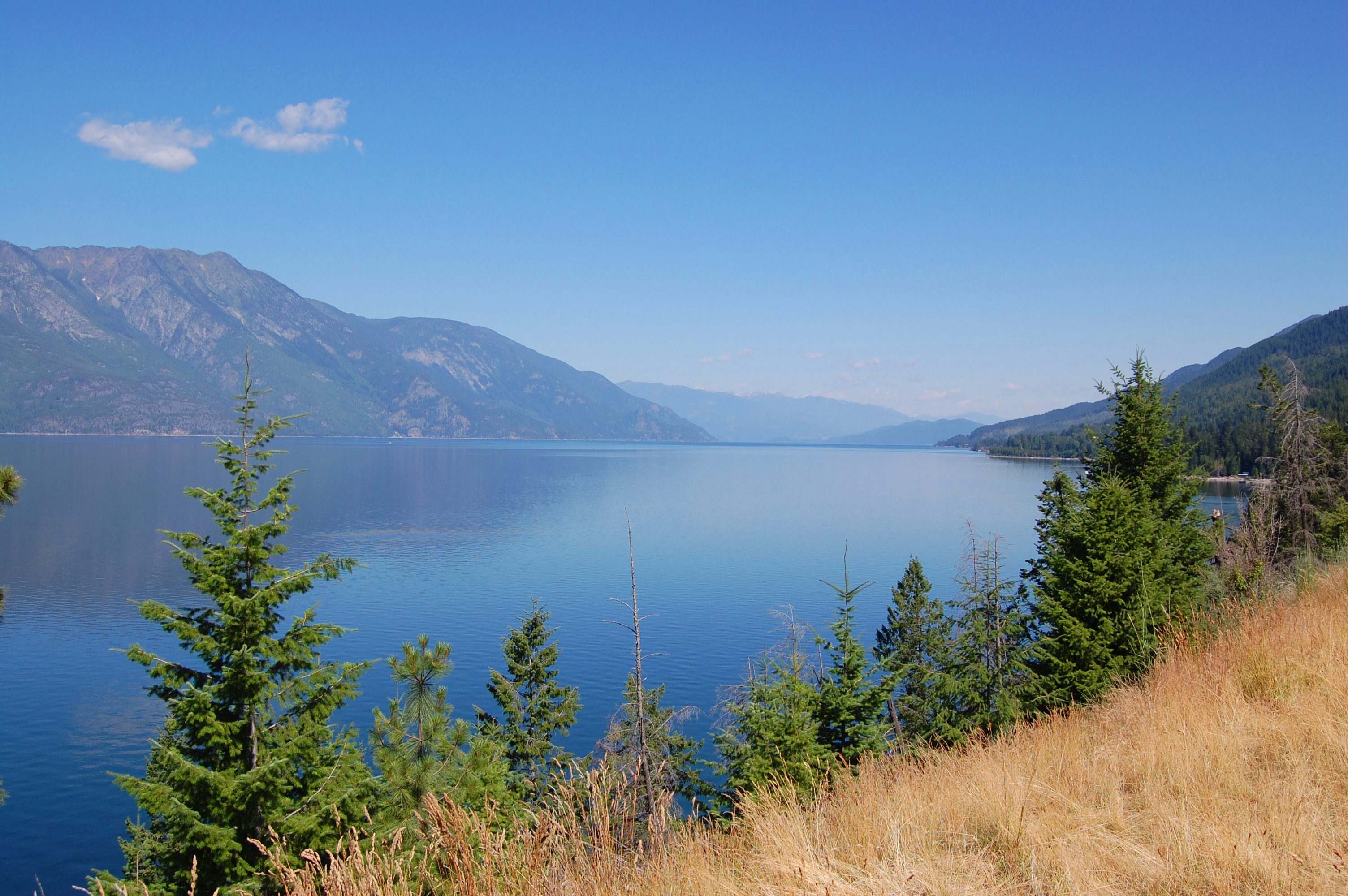
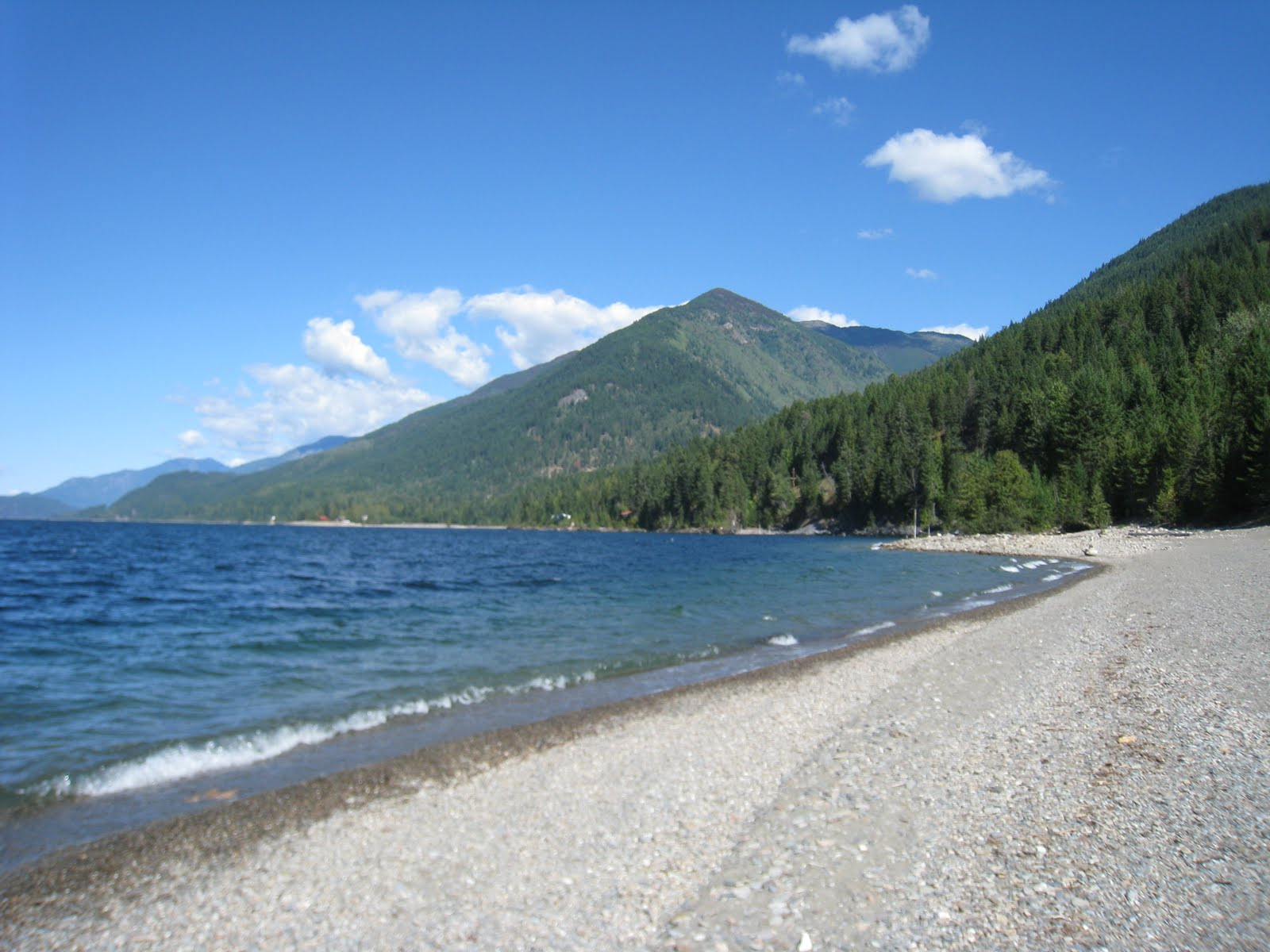
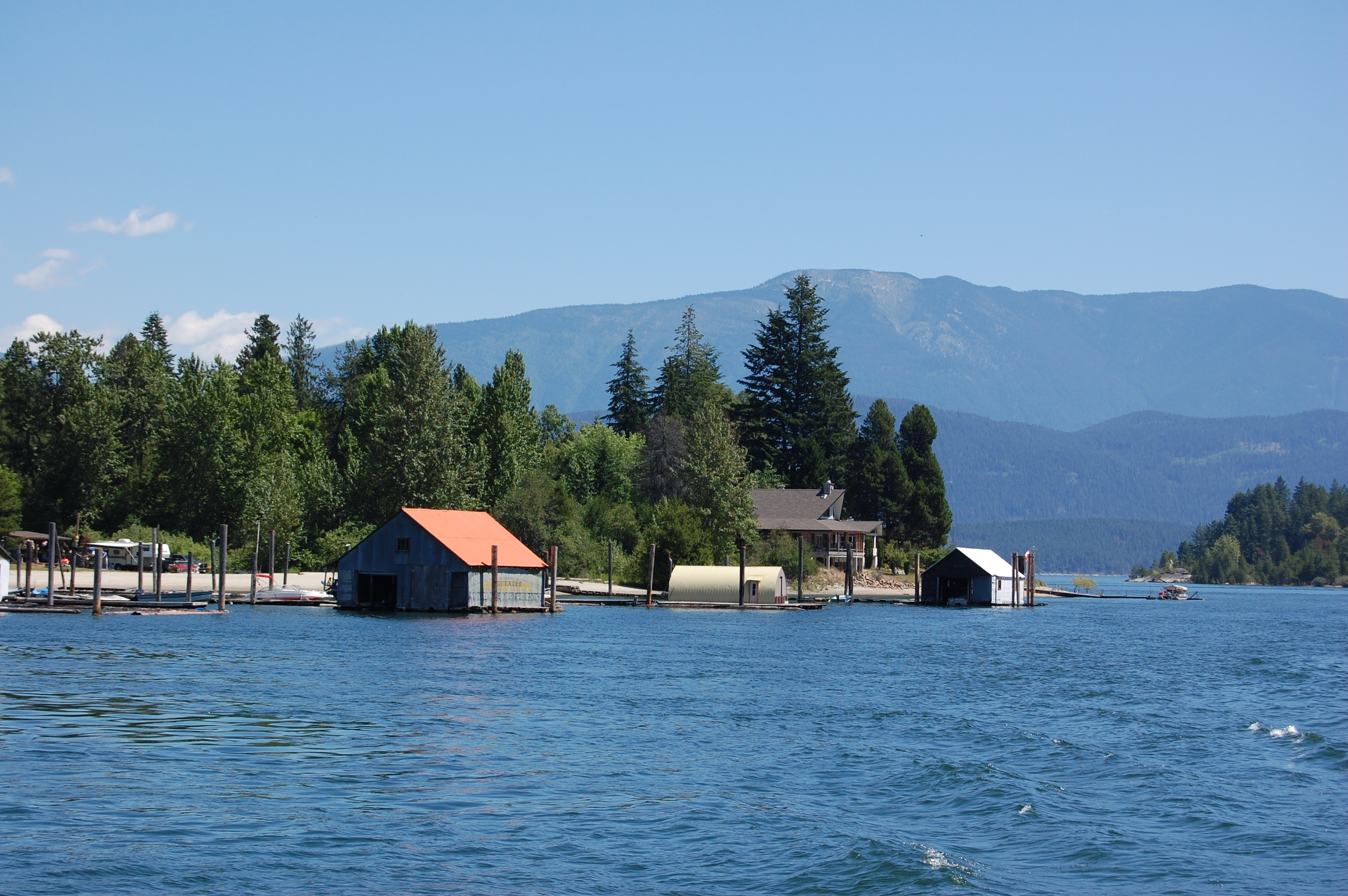
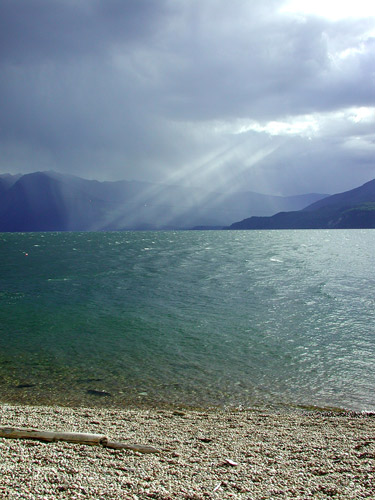